# نهر بوروس
نهر بوروس أو ريو بوروس هو أحد روافد نهر الأمازون في أمريكا الجنوبية . وهو مستجمع مائي يصل 63,166 كيلومتر مربع (24,389 ميل2)، والتفريغ يعني هو 8400 متر مكعب / ثانية. يشارك النهر اسمه مع منتزه التو يوروس الوطني بالإضافة إلى مقاطعة بوروس، وهي واحدة من المقاطعات الأربع في بيرو في منطقة إقليم أوكايالي .

## جغرافيا
نهر بوروس يمتد في البيرو. يحدد الحدود بين البيرو والبرازيل في وسط ولاية اكري ، ثم يمتد لمسافة قصيرة على طول الحدود من 231,555 هكتار (572,180 أكر) غابة سانتا روزا دو بوروس الوطنية، وهي وحدة الحفاظ على الاستخدام المستدام التي تم إنشاؤها في عام 2001 وبعد انضمام نهر سانتا روزا إليه يتدفق إلى الشمال الشرقي عبر مانويل أوربانو  ويمر عبر الغابة الاستوائية، إلى أن يتدفق بنهر ماديرا، الذي يتفوق على حافة هضبة الحجر الرملي البرازيلي ، ونهر أوكايالي ، الذي يعانق القاعدة في جبال الأنديز .  
معظم الأجزاء الوسطى والسفلية من النهر تتدفق عبر منطقة بوروس فارزيا الإيكولوجية. في بلدية تابوا، الامازون، يتدفق النهر عبر ابوفاري البيولوجية، وهي منطقة محمية بشكل صارم، 233,864 هكتار (577,890 أكر).

## التنوع البيولوجي

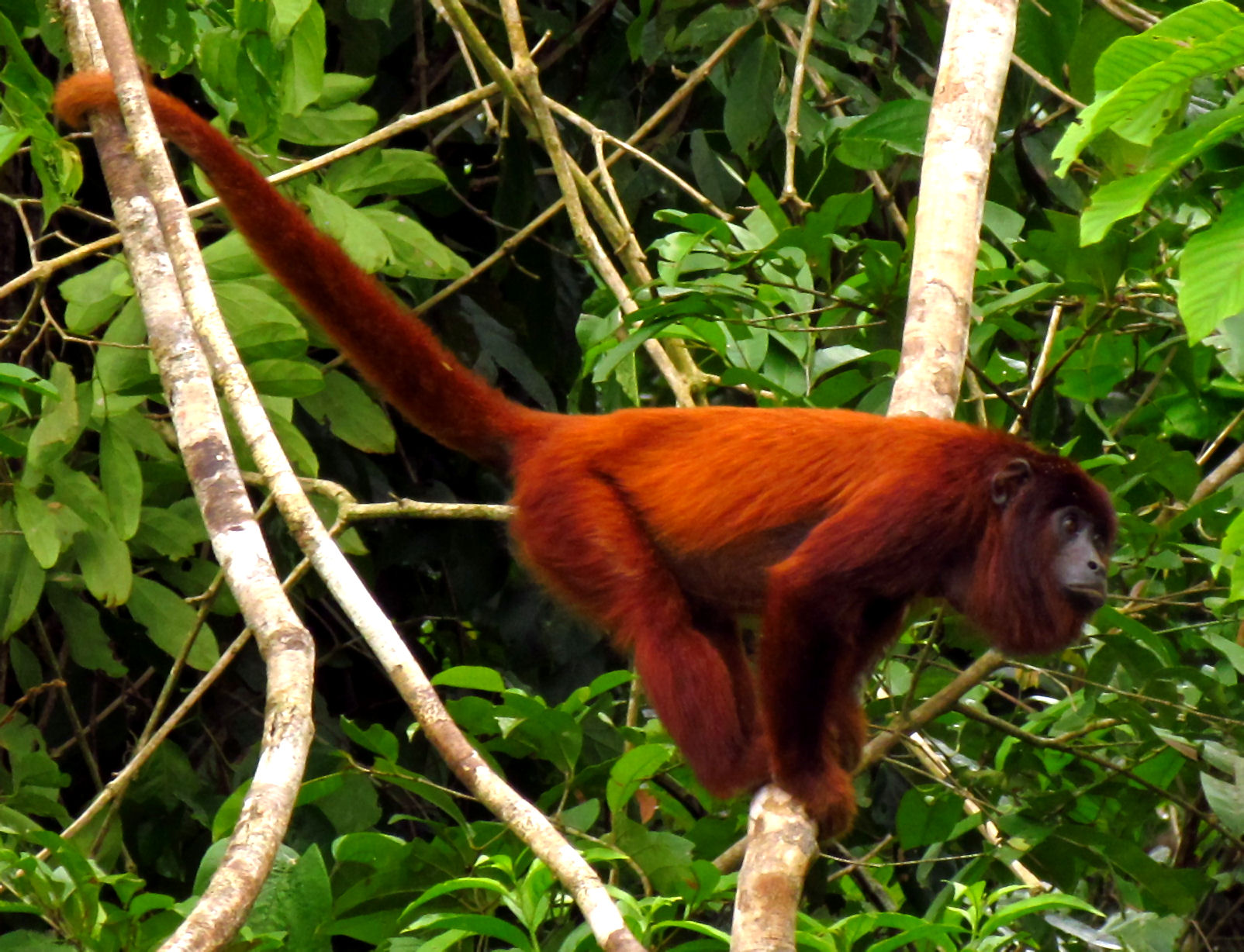
عواء بوروس الأحمر

عواء بوروس الأحمر(Alouatta puruensis) هو نوع من قرد العواء موطنه الأصلي البرازيل وبيرو وشمال بوليفيا. تم العثور على نوع من سمك السلور ، في وسط وعالي الأمازون داخل حوض نهر بوروس.
تتدفق معظم الأجزاء المركزية والسفلية من النهر عبر منطقة بوروس فارزيا البيئية. في بلدية تابوا ، أمازوناس ، يتدفق النهر عبر 233864 هكتارًا (577890 فدانًا) محمية أبوفاري البيولوجية ، وهي منطقة محمية بشكل صارم.

## اكتشاف أعمال الحفر
في عام 2008 ، تم اكتشاف حضارة ما قبل كولومبوس لم تكن معروفة من قبل في المنطقة العليا من النهر بالقرب من الحدود البوليفية . بعد تطهير جزء كبير من الغابات في المنطقة للاستخدام الزراعي، كشفت صور الأقمار الصناعية عن بقايا أعمال الحفر الهندسية الكبيرة.

## روابط خارجية
- خريطة ولاية الأمازون مع نهر بوروس ، وزارة النقل البرازيلية
- "Peru Preserves Biodiversity in Vast New Park". Environment News Service. 1 أبريل 2005. مؤرشف من الأصل في 2016-03-03. اطلع عليه بتاريخ 2014-11-05.
- "Alto Purús National Park". Enjoy Peru. مؤرشف من الأصل في 2008-05-17. اطلع عليه بتاريخ 2014-11-05.